# 謝馨儀
謝馨儀（1982年4月16日—），出生於台北市，是台灣樂團蘇打綠貝斯手、創始團員之一，是團裡唯一的女性成員，因行動力高而負責樂團的行政管理。國立政治大學企業管理學系學士、科技管理研究所碩士，就讀新北市私立聖心女子高級中學國中部、國立臺灣師範大學附屬高級中學。
2004年蘇打綠出版的單曲專輯《飛魚》封面亦以馨儀為賣點，一時風頭無兩。
2013年蘇打綠發行第九張專輯《秋：故事》，馨儀也為此專輯獻唱了《偷閒的翅膀》，詞是與蘇打綠主唱吳青峯共同作詞，曲由馨儀包辦。
2020年，馨儀擔任韋禮安《三十而立》演唱會的演唱會導演。

## 經歷
1982年4月16日 於台灣台北出生。1996年國中三年級，用鋼琴創作第一首歌，由其他同學填詞，參加聖心女子中學的音樂比賽創作組，拿到第一名。15歲考上師大附中，開始學習吉他。高中二年級時，馨儀選擇在樂團中擔任貝斯手，當時樂團有七個人，全都練習國外樂團的歌，磨練樂手的技術，她也擔任另外一個團的鍵盤手，兼任臨時主唱。高中三年級時因籌辦畢業舞會，跟現時蘇打綠主唱青峰慢慢熟起來。

### 組團
2000年大學一年級：考上國立政治大學地政系土測組，並不是馨儀的興趣；於是這一年很用功的在唸書，也進了泳隊，有常態性的運動。因為住在學校，常常和青峰以及高中同學聚在一起，青峰寫了很多歌，有時候是新歌，有時候是她幫忙伴奏。剛好當時知道政大每年將舉辦音樂比賽金旋獎，於是開始籌備組團，找到同在泳隊的學長史俊威小威擔任鼓手，開始在小威教會裡的地下室練團，練了第一首歌－《窺》，就去比賽。最後得到了最佳人氣獎，也獲得進入《少年ㄞ國》合輯的機會。
大學二年級轉系進入企管系，換了馨儀不太熟悉的環境，所以花了一段時間與系上建立關係、參與系上的活動、課堂報告的討論，於是開始變得非常忙碌，常常商學院、泳池、練團三邊跑。而這一年她又搬回家裡住，開始開車通勤上下學，更加重了平時的疲累感。 蘇打綠在錄製完《少年ㄞ國》後，新哥離開，經由馨儀朋友介紹，找到了彥廷來擔任吉他手，後來因他主要興趣仍是舞蹈而離開；當時實在找不到認識的吉他手，於是馨儀選擇在PTT上公開徵人，找到了兩位台大的同學，又剛好一年一度的金旋獎來了，開始苦練空氣中的視聽與幻覺和飛魚，奪下了樂團組的第一，幫青峰伴奏的飛魚，也拿到了最佳作曲、最佳作詞的獎項。
2002年（20歲）大學三年級：馨儀接任女泳隊副隊長的職位，不過企管系的活動也沒有減少，還是維持三邊跑的狀態，最忙碌的時候可能是三年級的上學期， 27學分再加上一堆外務，當時實在吃不消。 這一年蘇打綠的吉他手又陸續的離開，大家又開始分頭找吉他手，亦因為泳隊的事務，開始比較常跟家凱接觸，恰好提到團內狀況，他也表示願意嘗試而加入，阿福則是認識小威和青峰後，進來蘇打綠的，最後是青峰在附中畢典紀唸書製作時，認識了阿龔，他一進練團室彈琴，就讓蘇打綠驚豔，於是，蘇打綠就成了六個人的超大編制。 暑假蘇打綠辦了一場小型的巡迴表演，馨儀負責接洽表演場地，從報名海洋音樂祭、台南烏托邦、高雄ATT、台中老諾，一個星期之內，蘇打綠邊玩邊表演，在這趙旅程中也認識了發掘蘇打綠樂團的林暐哲。
台中老諾，一個星期之內，蘇打綠邊玩邊表演，在這趙旅程中，也認識了許多音樂圈重量級的人物，最重的應該就是「林暐哲」老師。
2003年大學四年級：馨儀身邊的同學很多在準備研究所，而她當時則選擇畢業後要先就業，直到某日看到同學在準備研究所的推甄資料，就突然興起試試看的念頭。在兩三個星期之內，將所有資料整理好，投了政大科管所和台大某所，就這樣無心插柳，幸運地進入政大科管所的口試，也順利的考上。 大四慢慢淡出泳隊，游泳成為她的興趣之一，減輕不少壓力。而蘇打綠在此時開始錄製單曲以及進行一連串的表演，先是在紅樓的3月13日演唱會，以及政大的5月30日 School Rock演唱會，七月更登上海洋音樂祭的大舞台，拿下評審團大獎的殊榮，這一年就像做夢一樣，歌迷愈來愈多，我們也愈來愈重視自己的專業程度，希望每一次的表演，都能感動觀眾，帶來不一樣的新體驗。
2004年研究所一年級：進入政治大學科管所。

### 結婚後
2018年，在蘇打綠粉絲專頁上宣佈結婚，並已懷孕4個月。同年11月，兒子小堅果出生。2021年9月，女兒小貝果出生。
2021年5月，前音樂製作人林暐哲出席控告吳青峰違反《著作權法》被起訴法庭後，發現隨後其再接著出席控告謝馨儀妨害電腦案件偵查庭，檢方之前早做出不起訴處分，但因林暐哲又提再議獲發回續行偵查，所以才再次開庭，而檢方仍勸諭雙方和解。同年9月1日，林暐哲決定對謝馨儀撤告，以及對青峰放棄上訴。

## 詞曲創作
| 發行日期      | 歌名                     | 作詞                                           | 作曲                                   | 編曲           | 專輯                                      |
| ------------- | ------------------------ | ---------------------------------------------- | -------------------------------------- | -------------- | ----------------------------------------- |
| 2009年9月11日 | 包圍                     | 吳青峰                                         | 蘇打綠全員                             | 蘇打綠、林暐哲 | 收錄在蘇打綠第六張專輯《夏／狂熱》        |
| 2013年9月18日 | 偷閒的翅膀               | 吳青峰、謝馨儀                                 | 謝馨儀                                 |                | 收錄在蘇打綠第八張專輯《秋：故事》        |
| 2020年8月7日  | 沙發裡有沙發Radio        | 吳青峰(日出)、史俊威(八女)                     | 吳青峰(日出)、謝馨儀(香我)             | 魚丁糸         | 收錄在魚丁糸數位單曲〈沙發裡有沙發Radio〉 |
| 2021年7月30日 | 我就奇怪                 | 吳青峰                                         | 謝馨儀、吳青峰、史俊威、龔鈺祺、劉家凱 | 魚丁糸/ 陳君豪 | 魚丁糸《池堂怪談》                        |
| 2021年8月27日 | 在世界的盡頭大聲說我恨你 | 吳青峰、何景揚、龔鈺祺、劉家凱、謝馨儀、史俊威 | 吳青峰、何景揚                         | 魚丁糸         | 魚丁糸《池堂怪談》                        |
| 2021年9月17日 | 我就是個樸實無華的BASS手 | 龔鈺祺、謝馨儀、劉家凱                         | 龔鈺祺                                 | 魚丁糸         | 魚丁糸《池堂怪談》                        |

## 影視作品

### 微電影
| 發行日期      | 片名                    | 備註                                                                                          |
| ------------- | ----------------------- | --------------------------------------------------------------------------------------------- |
| 2012年3月30日 | 畢業典禮                |                                                                                               |
| 2012年7月6日  | 愛，在一起              |                                                                                               |
| 2013年9月7日  | 果汁刮刮樂Scratch & Win | TAWKI番外篇 微電影。馨儀於微電影中飾演中性機車女。 台北據我們所知Taipei As We Know It "TAWKI" |

### 迷你劇集
| 年份   | 劇名     | 角色     | 備註     |
| ------ | -------- | -------- | -------- |
| 2021年 | 池塘怪談 | 網咖店員 | 特別出演 |

## 外部連結
- 蘇打綠馨儀的Instagram
- 蘇打綠馨儀的Facebook專頁
- 蘇打綠馨儀的新浪微博
- 蘇打綠官方網站 （页面存档备份，存于）
- 馨儀的簡介（页面存档备份，存于）

1. ↑  蔡琛儀. . ETtoday新聞雲. 2020-12-21  [2020-12-21].
2. ↑  林士傑. . 聯合報. 2020-12-21  [2020-12-21]. （原始内容存档于2021-01-19）.
3. ↑  簡子喬. . YAHOO新聞. 2020-12-21  [2020-12-21].
4. ↑  . NOWnews今日新聞. 2018-06-28  [2018-06-28].
5. ↑  盧薇淩. . ETtoday新聞雲. 2018-06-28  [2018-06-28].
6. ↑  秋後算帳蘇打綠！林暐哲再告懷孕女團員　單日連戰青峰、馨儀 （页面存档备份，存于），台灣蘋果日報，2021-5-11